# Estación Chepes
Chepes es una estación de ferrocarril ubicada en la localidad homónima, en el Departamento Rosario Vera Peñaloza, Provincia de La Rioja, Argentina.

## Servicios
Presta esporádicamente servicios de cargas a través de la empresa estatal Trenes Argentinos Cargas.
Sus vías corresponden al Ramal A2 del Ferrocarril General Belgrano.